# Steinschnitzereien in den Gräbern der Familie Wu in Jiaxiang

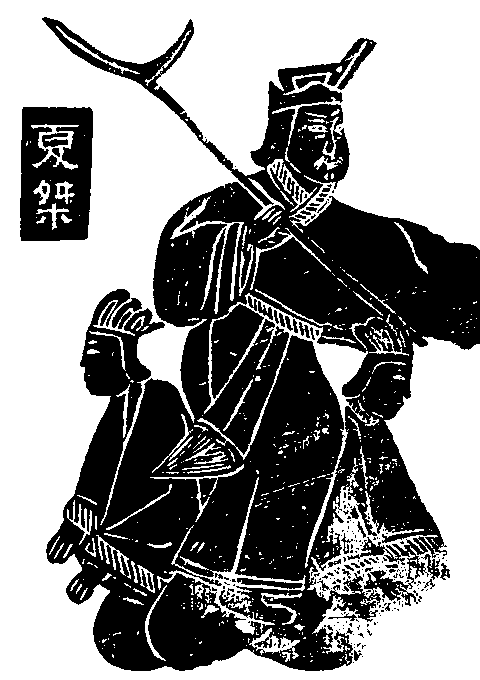
Jie

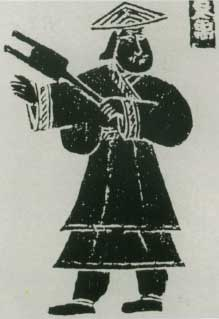
Yu

Die Steinschnitzereien in den Gräbern der Familie Wu in Jiaxiang (chinesisch 嘉祥武氏墓群石刻, Pinyin Jiāxiáng Wǔ shì mùqún shíkè oder 武氏祠画像,  Wǔshì cí huàxiàng, englisch Stone Carvings at Wu’s Tombs in Jiaxiang) im chinesischen Kreis Jiaxiang sind auch unter dem Namen Steinschnitzereien des Wuliang-Ahnentempels (武梁祠画像,  Wǔliáng cí huàxiàng, englisch Wuliang Ancestral Temple) bekannt. Sie stammen aus der Östlichen Han-Zeit und wurden in der Song-Dynastie (960–1279) wiederentdeckt. Darunter befinden sich Que (Steintürme), Stelen, Steinlöwen, Grabsteine, Porträts und Inschriften. 
Sie sind bereits in den Werken Jinshi lu (Katalog der Inschriften auf Bronze und Stein) des Epigraphen Zhao Mingcheng 赵明诚 (1081–1129) und im Jigu lu (Bericht über gesammelte Altertümer) des Literaten Ouyang Xiu bezeugt. Später wurden die steinernen Grabräume bei mehreren Fluten überschwemmt.
Die Porträts der Stelen weisen thematisch ein weites Spektrum auf: legendäre Persönlichkeiten wie die Drei Souveräne (Sanhuang): Fuxi zusammen mit seinem weiblichen Gegenpart Nüwa; Zhurong; der mit einem Spaten in der Hand das Land bestellende Shennong (der „Göttlicher Bauer“); die Fünf Kaiser (Wudi): Huangdi (der Gelbe Kaiser), Zhuanxu, Ku, Yao und Shun; Xiayu (der Große Yu der Xia-Dynastie),  der seine Leute zum Bau von Kanälen anleitete, und der tyrannische Kaiser Jie der Xia-Dynastie, auf zwei Hofdamen sitzend mit einer Hellebarde auf seiner Schulter; Bilder von ihre Kindespflichten erfüllenden, von loyalen Männern; populäre historische Geschichten wie die von Cao Mo 曹沫, der einen Mordanschlag auf Herzog Huan von Qi verübt; Zhuan Zhu, der ein Attentat auf König Liao von Wu verübt; Jing Ke, der ein Attentat auf den Ersten Kaiser Chinas Qin Shihuang verübt, und so weiter. 
Des Weiteren liefern die Bilder eine Fülle an Geschichten aus Mythologie und Märchen, Szenen von Festen, Jagden, Pferdewagen, Reisen, Kämpfen usw. Sie enthalten reichlich historische Informationen über die sozialen Bedingungen, lokale Sitten, Religion und Kultur der Zeit der Östlichen Han-Dynastie. 
Sie stehen seit 1961 auf der Liste der Denkmäler der Volksrepublik China (1-55). 